# Umaro Djau
Umaro Djau é um jornalista e político da Guiné-Bissau. É presidente e fundador do Movimento Guineense para o Desenvolvimento.

## Biografia
É licenciado em jornalismo de pela universidade norte-americana, Ball State University em 1999. Mestre em Gestão e Estratégias de Comunicação, pela Universidade do Sul da Califórnia. Umaro Djau foi jornalista da televisão estatal guineense na década de 90, onde iniciou a sua carreira. Trabalhou no canal televisivo norte-americano CNN, como jornalista e produtor da informação, a partir da sua sede mundial, na cidade de Atlanta, no estado de Geórgia.Em 2018 fundou o Movimento Guineense para o Desenvolvimento.